# Arui wa anarchy
Arui wa Anarchy (或いはアナーキー) è un album in studio del gruppo musicale giapponese Buck-Tick, pubblicato nel 2014.

## Tracce
1. Dada Disco -G J T H B K H T D- – 4:36 (testo: Imai – musica: Imai)
2. Uchuu Circus (宇宙サーカス) – 3:39 (testo: Sakurai – musica: Hoshino)
3. masQue – 4:09 (testo: Sakurai – musica: Imai)
4. Devil'N Angel – 3:49 (testo: Imai – musica: Imai)
5. Baudelaire de Nemurenai (ボードレールで眠れない) – 4:43 (testo: Imai – musica: Imai)
6. Melancholia (メランコリア) – 4:56 (testo: Sakurai – musica: Imai)
7. Phantom Voltaire – 4:19 (testo: Sakurai – musica: Imai)
8. Survival Dance – 3:33 (testo: Sakurai – musica: Hoshino)
9. Satan (サタン) – 4:25 (testo: Sakurai – musica: Hoshino)
10. Not Found – 4:34 (testo: Imai – musica: Imai)
11. Sekai wa Yami de Michite Iru (世界は闇で満ちている) – 5:11 (testo: Imai – musica: Imai)
12. Once Upon a Time – 4:50 (testo: Imai – musica: Imai)
13. Mudai (無題) – 5:35 (testo: Sakurai – musica: Imai)
14. Keijijou Ryuusei -Metaform- (形而上 流星-metaform-) – 5:58 (testo: Sakurai – musica: Imai)

## Formazione
- Atsushi Sakurai - voce
- Hisashi Imai - chitarra
- Hidehiko Hoshino - chitarra
- Yutaka Higuchi - basso
- Toll Yagami - batteria